# X265
x265 — відкрите програмне забезпечення і бібліотека для кодування відео згідно зі стандартом H.265 (HEVC/H.265).
x265 пропонується або під ліцензією GNU General Public License 2.0, або під комерційною ліцензією, аналогічно до проекту x264.

## Історія
Розробка x265 почалася у березні 2013 року. MulticoreWare зробили вихідний код для x265 загальнодоступним 23 липня 2013 року. Остання стабільна версія (1.7) вийшла 18 травня 2015 року.

## Використання
x265 можна використовувати як додаток командного рядка або шляхом його інтеграції через прикладний програмний інтерфейс.

## Проекти, що використовують для кодування x265HEVC

### Відкриті програмні проекти
- Avidemux[8]
- FFmpeg[9]
- HandBrake[10]
- Internet Friendly Media Encoder[11]
- MeGUI[12]
- Staxrip[13]

### Комерційні продукти
- BBright SLED-4K and SLED-HD Encoder[14]
- Telestream Vantage Media Processing Platform[15]
- TMPGEnc Video Mastering Works[16]
- Sorenson Squeeze Desktop Pro and Squeeze Server[17]
- x265 HEVC Upgrade[18]